# Shashi Kapoor
Shashi Kapoor (Calcutta, 18 maart 1938 – Mumbai, 4 december 2017) was een Indiaas acteur en filmproducent die voornamelijk in de Hindi filmindustrie werkte. Hij werd in 2011 door de Indiase regering onderscheiden met de Padma Bhushan voor zijn bijdrage aan de Indiase filmindustrie.

## Biografie
Kapoor was de derde en jongste zoon van Prithviraj Kapoor. Hij begon zijn carrière als kindacteur onder de naam Shashi Raj in Tadbir (1945), en had zijn eerste volwassen rol in Yash Chopra's politieke drama Dharmputra (1961), hij verscheen vervolgens in 116 Hindi films, waaronder 61 films als solo-hoofdheld en 55 films met meerdere sterren, 21 films als acteur in een bijrol en speciale optredens in 7 films. Hij was een zeer populaire acteur in Bollywood in de jaren '60, '70  tot half jaren '80. Hij was voor het laatst te zien als een maffiabaas in de Engelse film Dirty British Boys (1999).
Kapoor was het broertje van acteurs Raj Kapoor en Shammi Kapoor, hij was van 1958 tot haar dood in 1984 getrouwd met de Engelse actrice Jennifer Kendal en had drie kinderen - Kunal, Karan en Sanjana. Hij stierf op 79-jarige leeftijd aan de gevolgen van een longontsteking. Kapoor's kleinzoon Zahan Kapoor maakte in 2023 zijn debuut als hoofdrolspeler in Faraaz.